# Cephalodiscus gilchristi
Cephalodiscus gilchristi — вид крилозябрових напівхордових родини цефалодискових (Cephalodiscidae).

## Поширення
Вид поширений у субантарктичних водах на південь від Африки.

## Паразити
У кишечнику Cephalodiscus gilchristi живе паразитичний копепод Zanclopus cephalodisci.